# Andreas Schlüter
Andreas Schlüter (Danzica, 1664 – San Pietroburgo, 1714) è stato uno scultore e architetto tedesco.

## Biografia

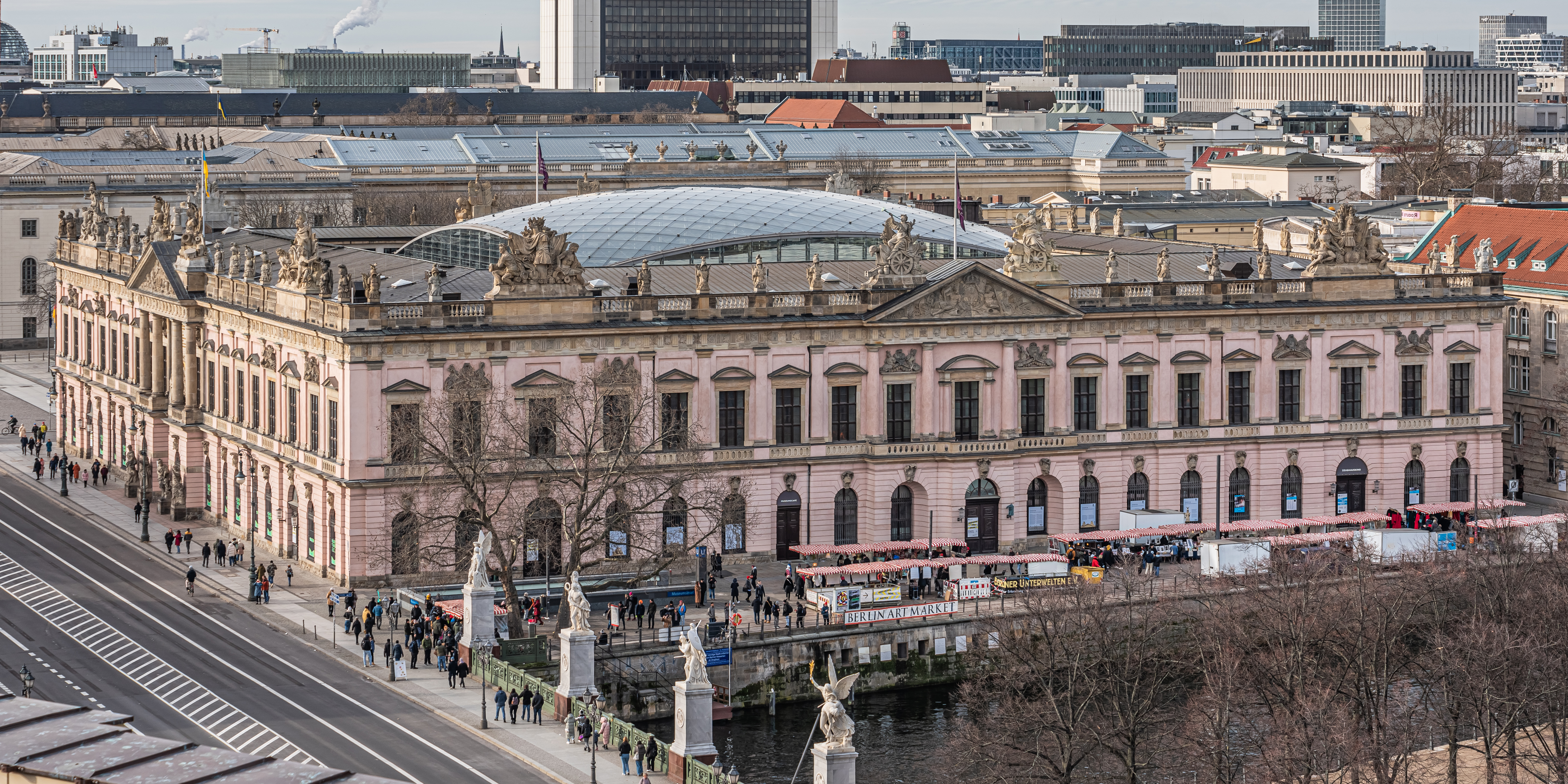
L'Arsenale di Berlino, alla cui costruzione partecipò come capomastro anche Schlüter

Tra le sue opere: Monumento del Grande Elettore Federico Guglielmo III a Königsberg, la Cattedrale di Frombork (Frauenburg) in Polonia, il progetto del Palazzo Monplaisir, nella reggia di Peterhof, per il quale collaborò con l'architetto Johan Friedrich Braunstein, e il castello di Berlino, suo capolavoro, abbattuto dopo la seconda guerra mondiale e ricostruito nel 2020.